# Dobrowolszczyzna
Dobrowolszczyzna (biał. Дабравольшчына) – wieś na Białorusi, położona w obwodzie grodzieńskim w rejonie grodzieńskim w sielsowiecie podłabieńskim.
W latach 1921–1939 Dobrowolszczyzna należała do gminy Hornica w ówczesnym województwie białostockim.
Według Powszechnego Spisu Ludności z 1921 roku folwark zamieszkiwało 6 osób, wszystkie były wyznania rzymskokatolickiego i deklarowały polską przynależność narodową. Były tu 2 budynki mieszkalne.